# Milan Đuričić (1945)
Milan Đuričić (Osijek, 3 agosto 1945) è un allenatore di calcio ed ex calciatore jugoslavo e dal 1991 croato, di ruolo difensore.